# معاملة المثليين في نيوساوث ويلز
يتمتع الاشخاص المثليون والمثليات ومزدوجو التوجه الجنسي والمتحولون جنسياً (اختصاراً: مجتمع الميم) في الولاية الأسترالية نيوساوث ويلز بالحقوق القانونية ذاتها التي يتمتع بها غيرهم من المغايرين جنسيا.

## قانونية النشاط الجنسي المثلي
أصبحت ممارسة الجنس بالتراضي بين الرجال قانونية في نيوساوث ويلز منذ عام 1984، بينما لم يتم تجريم النشاط الجنسي المثلي بين النساء. تبلغ السن القانونية لجميع أشكال النشاط الجنسي في عام 2003.

### التجريم التاريخي والاضطهاد
تم تجريم المثلية الجنسية في نيوساوث ويلز بموجب المادة 79 من قانون الجرائم 1900 (تم التعامل مع أحكام الموافقة في المادة 78) التي تنص على ما يلي: "كل من يرتكب جريمة الجنس من الدبر البشعة، أو البهيمية، مع بشر، أو مع أي حيوان، يجب يكون عرضة للسجن لمدة أربعة عشر عاماً." في عام 1951، وبدعم من مفوض الشرطة كولين ديلاني، الذي اشتهر بهوس وهاجس ضد المثلية الجنسية، نقل المدعي العام ريغ داونينغ تعديلاً على القانون لضمان أن "الجنس من الدبر" بقي فعلًا إجراميًا "بموافقة أو بدون موافقة" الشخص"، وإزالة الثغرة القانونية الموجودة سابقا للموافقة.
تأسست الحملة ضد الاضطهاد الأخلاقي، في سيدني في سبتمبر 1970 وكانت واحدة من أولى منظمات حقوق المثليين في أستراليا. رفعت المنظمة رفعت صورة وقبول مجتمع المثليين والمثليات في أستراليا.
في 24 يونيو 1978، قام نشطاء حقوق المثليين في سيدني بمسيرة احتجاجية صباحية وإحياء لذكرى أعمال شغب ستونوول التي وقعت في نيويورك في يونيو 1969. على الرغم من أن المنظمين حصلوا على إذن، تم إبطال هذه المسيرة وتم تفكيك المسيرة من قبل الشرطة. تم القبض على 53 من المشاركين في المسيرة. على الرغم من إسقاط معظم التهم في نهاية المطاف، نشرت صحيفة سيدني مورنينغ هيرالد أسماء المعتقلين بالكامل، مما أدى إلى الإعلان القسري عن ميولهم الجنسية للكثير منهم إلى أصدقائهم وفي أماكن العمل، وفقد كثير منهم وظائفهم لأن المثلية الجنسية كانت جريمة في نيوساوث ويلز حتى عام 1984. وعُقد هذا الحدث كل عام بعد ذلك، ويُعرف الآن باسم سيدني ماردي غرا للمثليين والمثليات الذي احتفل بالذكرى السنوية الأربعين لتأسيسه في عام 2018. وعقب العرض الأول، شهدت نيوساوث ويلز العشرات من جرائم قتل المتعلقة بكراهية المثليين من أواخر سبعينيات القرن الماضي وحتى أواخر تسعينيات القرن العشرين، ما زال 30 منها دون حل. أعاق المناخ السائد لرهاب المثلية وانعدام الثقة بين مجتمع المثليين والشرطة حل هذه القضايا.
كانت المحاولة الأولى في نيوساوث ويلز لإصلاح قانون المثليين في شكل تعديل على «قانون تعديل الجرائم (الاعتداء الجنسي) 1981»، الذي تقدم به النائب عن حزب العمال جورج بيترسن في أبريل 1981. وكان هذا من شأنه أن يضفي الشرعية على أفعال الموافقة بين البالغين. ومع ذلك، على الرغم من الدعم من النائب العام، فرانك ووكر، شباب حزب العمل، واستطلاعات الرأي العام التي دعمت الإصلاح، هزمت محاولة إدراج التعديل من قبل أغلبية الفصيل اليميني الكاثوليكي في فرع نيوساوث ويلز في حزب العمال قبل إدخال القانون ومنع من أن يتم تضمينه للمناقشة في الجمعية التشريعية من قبل رئيس البرلمان، لوري كيلي الذي استبعده. لم يستأنف بيترسن الحكم تحت التهديد بالطرد من الحزب. ولكن ذلك لم يردعه، إذ في نوفمبر 1981، قدم بيترسن مشروع قانون عضو خاص سعى إلى إلغاء تجريم النشاط الجنسي المثلي في نيوساوث ويلز وكذلك تحقيق المساواة في السن القانونية للنشاط الجنسي على سن 16 عاما. ومع ذلك، بعد قراءته الأولى، تم تأجيل مشروع القانون بناءً على طلب من معارضي إصلاح القانون، الذي استخدموه كفرصة لحشد المعارضة لمشروع القانون. عندما وصل مشروع القانون إلى القراءة الثانية، صوتت المعارضة الليبرالية/الريفية ككتلة ضده، وانضم إليهم أكثر من نصف حزب العمل، الذي تحرروا من خلال القدرة على التصويت وفقًا للضمير، وبذلك تمت هزيمة مشروع القانون في تصويت 28 صوتا لصالح مقابل 67 صوتًا ضد (67-28). خلال الثمانينيات والتسعينيات، تعرضت سيدني لعدة جرائم كراهية وقتل ضد المثليين، التي ظل عدد كبير منها دون حل. كان هذا موضوع تحقيق من قبل الشرطة، أثارت «عمليات تاراديل» تساؤلات حول المسائل المتعلقة بأساليب الشرطة في ذلك الوقت وحالة رهاب المثلية في المجتمع والشرطة في ذلك الوقت.

### تقنين النشاط الجنسي المثلي بين الرجال
في عام 1984، قدمت حكومة نيفل ران، كمشروع قانون عضو خاص، قانون الجرائم (التعديل) 1984، الذي أدى في النهاية إلى إلغاء تجريم النشاط الجنسي المثلي في نيوساوث ويلز. في 22 مايو تم تأييد مشروع القانون بسبب عدم وجود تصويت الضمير من حزب العمال، في وقت لاحق بدعم من بعض المعارضة، بما في ذلك زعيم المعارضة نيك غرينير، وحصل على الموافقة الملكية في 8 يونيو 1984. ولكن هذا تم مع عدم المساواة في السن القانونية للنشاط الجنسي المثلي الذي كان 18 سنة (بينما كان 16 سنة للشركاء المغايرين والمثليات). في 19 أيار/مايو 2003، أي بعد 19 عامًا، قامت حكومة نيوساوث ويلز بمساواة السن القانونية للنشاط الجنسي المثلي 16 سنة بموجب قانون الجرائم 1900، وكانت نيوساوث ويلز ثالث ولاية قضائية تقوم بإصلاح قانون السن القانونية للنشاط الجنسي غير المتكافئ.

### برنامج إلغاء الإدانات التاريخية
قدم النائب المثلي علنا عن الحزب الليبرالي بروس نوتلي-سميث مشروع قانون عضو خاص يسمى مشروع قانون تعديل السجلات الجنائية (الجرائم المثلية التاريخية) 2014 للسماح لأولئك الذين أدينوا بالنشاط الجنسي المثلي من الذكور البالغين بالتراضي في الخاص بالتقدم بطلب لشطبه. حرمت هذه الإدانات التاريخية الرجال من العمل والتطوع والسفر إلى الخارج والتعليم. في 23 أكتوبر 2014، أقر برلمان نيوساوث ويلز بالإجماع مشروع قانون تعديل السجلات الجنائية (الجرائم المثلية التاريخية) 2014 في كلا المجلسين، وتم منحه الموافقة الملكية. دخل القانون حيز التتفيذ في 24 نوفمبر 2014.

## الاعتراف القانوني بالعلاقات المثلية

### الشركاء بحكم الأمر الواقع
في عام 1999، تم تقديم «قانون تعديل تشريعات الممتلكات (العلاقات)»، والذي اعترف بالشركاء المثليين في مجموعة متنوعة من التشريعات، بما في ذلك قانون تعويض العمال، وقانون تعويض الضحايا وقانون الإجراءات الجنائية. تم منح مزيد من الحقوق في عام 2002 من خلال «قانون تعديل (العلاقات) القوانين المتنوعة».
في 6 سبتمبر 1999، طلب المدعي العام في نيو ساوث ويلز جيف شو من لجنة إصلاح القوانين في نيوساوث ويلز التحقيق في العلاقات والقانون.
التحقيق، الذي اتبع قوانين العلاقة والملكية الجديدة في ذلك الوقت، نظر أيضًا في أطفال الشركاء المثليين والاعتراف بعلاقتهم مع كلا الوالدين. كان تقرير اللجنة حول العلاقات واسعًا للغاية، حيث تضمن العديد من التوصيات واستغرق اعتماده من لجنة إصلاح القوانين سبع سنوات. تم تسليم التقرير إلى النائب العام السابق في نيو ساوث ويلز في يونيو 2006. منعت النائب العام في نيوساوث ويلز جون هاتزيستيرغوس الوصول إلى التقرير لمدة عامين على أساس أنه سيقدمه في البرلمان، في وقت ما مستقبلا. وقد أوصت التقارير السابقة من قبل اللجنة بتضمين أحكام التبني لتشمل علاقات الأمر الواقع المثلية.
أنشأت مدينة سيدني برنامج إعلان العلاقات في عام 2005 والذي كان مفتوحا لجميع الشركاء والذي قدم اعترافا قانونيا محدودا. على الرغم من أن إصدار إعلان العلاقة لا يمنح حقوقًا قانونية كما يفعل الزواج، ولكن قد يتم استخدامه لإثبات وجود علاقة بحكم الأمر الواقع بالمعنى المقصود في قانون الملكية (العلاقات) في نيو ساوث ويلز 1984 والتشريعات الأخرى. على خطى مدينة سيدني، أنشأت بلدية وولاهرا سجل علاقات في ديسمبر 2008. تمت الموافقة عليه بالإجماع من قبل مجلس وولاهرا. كما حث أعضاء المجلس أن تحذو ولاية نيوساوث ويلز حذوه. في مارس 2010، أعلنت مدينة بلو ماونتينز أنها ستقدم لجميع الشركاء اعترافا قانونيا محدودا. في 4 يونيو 2008، أقر برلمان نيوساوث ويلز مشروع قانون تعديل القوانين المتنوعة (العلاقات المثلية) 2008 التي تعترف بالأمهات الزوجات كوالدتين قانونيتين للأطفال المولودين من خلال التلقيح الصناعي، وتقدم شهادات ميلاد تسمح بالاعتراف بكل من الأمهات، وتخلق تعديلات على 57 تشريعا في نيوساوث ويلز لضمان معاملة الشركاء بحكم الأمر الواقع، بما في ذلك الشركاء المثليين، على قدم المساواة مع الأزواج المتزوجين، ويضع تعديلات على قانون مكافحة التمييز في نيو ساوث ويلز لضمان حماية الشركاء المثليين من التمييز على أساس «وضعهم الزوجي أو المنزلي» في التوظيف والإقامة والوصول إلى السلع والخدمات الأخرى. تمت الموافقة على مشروع القانون بتصويت 64 صوتا لصالح مقابل 11 صوتا ضد (64-11). أوصى تقرير لجنة إصلاح القانون بسجل اختياري على مستوى الولاية للشركاء المثليين. رغم أن الحكومة رفضت في البداية تنفيذ هذا الإصلاح مرة أخرى في عام 2007، واصلت إنشاء سجل العلاقات في عام 2010 (انظر أدناه).

### العلاقات المسجلة
في فبراير 2010، أعلن النائب العام لنيوساوث ويلز هاتزيستيرغوس أن حكومة الولاية ستقدم تشريعات لسجل العلاقات على مستوى الولاية على غرار تلك القائمة بالفعل في إقليم العاصمة الأسترالية، فيكتوريا وتاسمانيا. يوفر الدخول في «علاقة مسجلة» دليلاً قاطعًا على وجود العلاقة، وبالتالي الحصول على جميع الحقوق الممنوحة للأزواج بحكم الواقع بموجب قانون الولاية والقانون الفيدرالي دون الحاجة إلى إثبات أي دليل واقعي إضافي على العلاقة. وبهذه الطريقة، تشبه العلاقة المسجلة الشراكة المسجلة أو الاتحاد المدني في أجزاء أخرى من العالم. دخل القانون حيز التنفيذ في 1 يوليو 2010.
تم تقديم مشروع قانون العلاقات المسجلة 2010 إلى الجمعية التشريعية نيوساوث ويلز في 23 أبريل 2010. وتمت الموافقة عليه من قبل المجلس التشريعي في نيو ساوث ويلز في تصويت 62 صوتا لصالح مقابل 9 صوتا ضد (62-9) في 11 مايو 2010، وبعد ذلك من قبل المجلس التشريعي في نيو ساوث ويلز في 12 مايو في تصويت 32 صوتا لصالح مقابل 5 أصوات ضد (32-5) تصويت. تمت الموافقة على مشروع القانون في 19 مايو 2010. دخل القانون حيز التنفيذ في 1 يوليو 2010.
منذ 1 كانون الثاني/يناير 2019، أصبحت احتفالات العلاقات متاحة قانونيًا كإضافة اختيارية للشركاء بحكم الواقع في نيوساوث ويلز.

### زواج المثليين
أصبح زواج المثليين قانونياً في نيوساوث ويلز، وفي بقية أستراليا، في ديسمبر 2017، بعد أن أقر البرلمان الفيدرالي قانونًا يجيز زواج المثليين.
قامت نيوساوث ويلز سابقًا بعدد من محاولات إصلاح القانون المتعلقة بزواج المثليين. في نوفمبر 2013، فشل مشروع قانون لتشريع زواج المثليين في الولاية في المجلس التشريعي في نيو ساوث ويلز في تصويت 19 صوتا لصالح مقابل 21 صوتا ضد (19-21). في ديسمبر 2013، أعلنت المحكمة العليا الأسترالية أن تشريع زواج المثليين في إقليم العاصمة الأسترالية غير دستوري بسبب عدم الاتساق مع قانون الزواج الاتحادي 1961. أوضح هذا الحكم أن برلمان نيوياوث ويلز لا يتمتع بالأهلية القانونية لتشريع زواج المثليين في غياب قانون فيدرالي يشرع زواج المثليين. منذ 14 نوفمبر 2014، تم الاعتراف بحالات زواج المثليين التي تم عقدها في الخارج بموجب سجل العلاقات الحكومية.
في 24 يونيو 2015، أصدر برلمان نيوساوث ويلز اقتراحًا بالإجماع يدعو الحكومة الفيدرالية، لتمرير مشروع قانون المساواة في الزواج 2015، بناءً على تصويت الضمير. قامت كل من ولاية تاسمانيا وأستراليا الغربية بتمرير اقتراح مماثل.
صياغة الاقتراح:
1. ملاحظات أن أعضاء الجمعية التشريعية في نيوساوث ويلز والمجتمع لديهم وجهات نظر مختلفة حول مسألة المساواة في الزواج 2. نتمنى أن يقيم زملاؤنا الفيدراليون نقاشًا محترمًا ومتسامحًا مع جميع الآراء 3. يلاحظ أهمية أن يكون النواب أحرارًا في التعبير عن آرائهم، وجهة نظرهم الخاصة ووجهات نظر ناخبيهم في هذه القضية.

## التبني وتنظيم الأسرة

### تبني المثليين للأطفال
أصبح تبني المثليين للأطفال قانونيا منذ 15 سبتمبر 2010، عندما تلقى قانون تعديل التبني (الشركاء المثليون) الموافقة الملكية ودخل حيز التنفيذ. في يوليو 2009، أوصت لجنة القانون والعدالة التابعة لبرلمان نيوساوث ويلز بتعديل قانون التبني للسماح للشركاء المثليين بالحق في التبني. وقالت كريستين روبرتسون رئيسة اللجنة: «خلصت اللجنة إلى أن الإصلاح للسماح للشركاء المثليين بالتبني سيساعد على ضمان تلبية المصالح الفضلى للأطفال من خلال قوانين التبني لدينا». في البداية، رفضت الحكومة العمالية تنفيذ التوصيات، بحجة أنه لم يكن هناك دعم مجتمعي واسع لمثل هذا التشريع. ومع ذلك، في أغسطس 2010، قدم النائب المستقل ورئيس البلدية اللورد في سيدني كلوفر مور مشروع قانون تعديل التبني (الشركاء المثليين) كمشروع قانون عضو خاص. سمحت كل من رئيسة وزراء نيوساوث ويلز كريستينا كينيلي وزعيم المعارضة باري أوفريل بتصويت الضمير على مشروع القانون. وتمت الموافقة على مشروع القانون من قبل الجمعية التشريعية في نيوساوث ويلز في 2 سبتمبر 2010 في تصويت 46 صوتا لصالح مقابل 44 صوتا ضد (46-44)، ومن قبل المجلس التشريعي في نيوساوث ويلز في 9 سبتمبر 2010 في تصويت 22 صوتا لصالح مقابل 15 صوتا ضد (22-15). يسمح القانون للشركاء المثليين الذين يعيشون في الواقع أو علاقة مسجلة بالتبني بشكل مشترك، وكذلك بتبني أحد الشريكين للطفل البيولوجي للشريك الآخر.
منذ أبريل 2018، تسمح جميع الولايات القضائية الأسترالية قانونيا للأزواج والشركاء المثليين بتبني الأطفال.

### تقنيات الإنجاب بالمساعدة
يُسمح لجميع النساء (بغض النظر إذا كن عازبات أو متزوجات أو في علاقة مع شخص آخر) بالوصول إلى علاج التلقيح الصناعي في نيوساوث ويلز بموجب قانون تقنيات الإنجاب بالمساعدة 2007. ومع ذلك، فإن تمويل الرعاية الطبية يتطلب أن يكون الزوجان أو الشريكان مصابين بالعقم الطبي، مما يجعله متاحًا فقط للأزواج أو الشركاء المغايرين بسبب الافتراض بأن الرجل مصاب بالعقم الطبي. من المرجح أن لا يعاني الزوجان السحاقيان من حالة طبية تجعل الزوجتان أو الشريكتان المثليتان يعانون من العقم. أعطى قانون الحمل الاصطناعي 1984 (نيوساوث ويلز) الأطفال الذين يتم تصوّرهم عن طريق التلقيح الصناعي نفس الوضع الذي يحصل عليه الأطفال المولودون بشكل طبيعي؛ وبعبارة أخرى، يتم اعتبار الأم وزوجها كوالدين شرعيين. تم إلغاء هذا وتحديثه في وقت لاحق بقانون وضع الأطفال 1996 (نيو ساوث ويلز) الذي شرع الشيء نفسه، ولكن اعتبرت البويضات المتبرع بها. لم تسمح الصياغة المحددة بالاعتراف القانوني بالأم الشريكة للأم البيولوجية. اعترف مشروع قانون تعديل القوانين المتنوعة (العلاقات المثلية) 2008 الذي تم إقراره في 4 يونيو 2008، يعترف بالأم الشريكة كوالدة قانونية للأطفال المولودين من خلال التلقيح من المانحين ويوفر شهادات ميلاد تسمح بالاعتراف بكلا الأمين. لم يتم تضمين إصلاحات التبني وتأجير الأرحام. تم استبعاد الشركاء المثليين من الرجال من معظم التشريعات المتعلقة بالأبوة والأمومة. كان هناك جدل مع البند 17 في قانون تقنيات الإنجاب بالمساعدة 2007 الذي يسمح للمانحين بترشيح فئات من الأشخاص الذين قد لا تُعطى لهم الحيوانات المنوية أو بويضاتهم، مما يفتح الطريق للتمييز ضد الأقليات العرقية والدينية والأقليات الأخرى، بما في ذلك الشركاء المثليون.

### تأجير الأرحام
قبل عام 2007، لم تكن هناك قوانين معمول بها للتعامل مع تأجير الأرحام في الولاية. تغير هذا مع قانون تقنيات الإنجاب بالمساعدة 2007 الذي أعلن أن تأجير الأرحام التجاري غير قانوني وأن جميع عقود تأجير الأرحام كانت باطلة. كرر مشروع القانون التشريع السابق، حيث أعلن أن الأم البيولوجية وزوجها يعتبران قانونيًا الوالدين الشرعيين. أقر برلمان نيوساوث ويلز مشروع قانون الأرحام 2010 في 11 نوفمبر 2010 وحصل مشروع القانون على الموافقة الملكية في 16 نوفمبر 2010. دخل القانون حيز التنفيذ في 1 مارس 2011. يعترف القانون بترتيبات تأجير الأرحام غير التجارية (كانت القوانين بأثر رجعي). يتم اعتبار كل من تأجير الأرحام التجاري، والدعايى إلى ترتيبات تأجير الأرحام، وكذلك الذهاب إلى الخارج للدخول في ترتيب تأجير الأرحام أمرا غير قانوني بموجب قانون تأجير الأرحام 2010.

## الحماية من التمييز
في عام 1977، صدر قانون مكافحة التمييز 1977 الذي يحظر التمييز في أماكن العمل، ونظام التعليم العام، وتوصيل السلع والخدمات، وغيرها من الخدمات مثل الخدمات المصرفية والرعاية الصحية والممتلكات والنوادي الليلية في نيوساوث ويلز. من بين أمور أخرى، فإنه يشمل المثلية الجنسية، والحالة الزوجية أو المنزلية، وحالة التحول الجنسي، وكذلك حالة فيروس نقص المناعة البشرية/الإيدز. تمت إضافة المثلية الجنسية في عام 1983، تمت إضافة تشويه سمعة مجموعات معينة في عام 1993 (تم إلغاؤه في أغسطس 2018 واستبداله صراحة بـ «قانون التهديد والتحريض العلني على العنف» ضمن قانون جرائم نيوساوث ويلز 1900)، تمت إضافة حالة التحول الجنسي وحالة فيروس نقص المناعة البشرية/الإيدز (تحت الإعاقة) في عام 1996 ثم في عام 2008، أضيفت الحالة الزوجية أو المنزلية. إن استخدام مصطلح «المثلية الجنسية» في هذا القانون يعني تغطية ازدواجية التوجه الجنسي فقط إذا كان التمييز يتعلق بالجوانب «المثلية» في حياتهم، أو اعتبارهم من الغير ك«مثليين».
يحمي القانون الفيدرالي أيضًا الأشخاص من مجتمع الميم في نيوساوث ويلز في شكل قانون تعديل التمييز على أساس الجنس (التوجه الجنسي، الهوية الجندرية وحالة ثنائية الجنس) 2013.

### إلغاء الدفاع عند الذعر من المثليين
في أيار/مايو 2014، أقر برلمان نيوساوث ويلز قانونًا بالإجماع في كلا المجلسين يلغي «الدفاع عند الذعر من المثليين» في القانون العام. دخل القانون حيز التنفيذ في يونيو 2014.

## قانون التهديد علنا والتحريض على العنف
في يونيو 2018، أقر مجلسا البرلمان في نيو ساوث ويلز بالإجماع ووقع حاكم ولاية نيوساوث ويلز على مشروع قانون عاجل دون تعديلات يعرف باسم مشروع قانون تعديل الجرائم (التهديد العام والتحريض على العنف) 2018 لإلغاء قوانين تشويه السمعة داخل قانون مكافحة التمييز لعام 1977 والاستعاضة عنه بالتشريع الجنائي بالسجن لمدة أقصاها 3 سنوات في قانون الجرائم لعام 1900. دخل التشريع حيز التنفيذ في 13 أغسطس 2018 - عن طريق إصداره في 10 أغسطس 2018.

## الهوية الجندرية والتعبير عنها
تقع شهادات الميلاد ورخص القيادة ضمن الاختصاص القضائي للولايات، في حين أن الزواج وجوازات السفر أمران يهتم بهما الحكومة الفيدرالية للكومنولث. تعترف نيوساوث ويلز قانونيا بالتحول الجنسي لأي شخص ولكنها تفرض متطلبات، على سبيل المثال فقط بعد خضوع الشخص لجراحة إعادة تحديد الجنس.
منذ عام 1996، لكي يستطيع الشخص تغيير جنسه داخل نيوساوث ويلز، يلزمه قانونيا بما يلي:
1) أن يكون أكبر من 18 عامًا؛
2) يولد في نيوساوث ويلز أو مقيما في نيو ساوث ويلز لمدة عام؛ و
3) إجراء جراحة إعادة تحديد الجنس بإذن من طبيبين
في مايو 2018، تم تقديم مشروع قانون تعديل القوانين المتنوعة (الزواج) 2018 إلى برلمان نيوساوث ويلز لإلغاء الشرط القانوني لمنع غير المتزوج أو المطلق من تغيير جنس المرء في شهادة الميلاد. لم يتم إلغاء شرط الخضوع لجراحة إعادة تحديد الجنس. أقر البرلمان مشروع القانون في 6 يونيو 2018 وحصل على موافقة ملكية في 15 يونيو 2018. ودخل حيز التنفيذ في نفس اليوم.

## حقوق ثنائيي الجنس
في مارس 2017، شارك ممثلون عن مجموعة دعم متلازمة نقص الأندروجين في أستراليا ومنظمة ثنائيي الجنس الدولية الأسترالية شارك في «بيان دارلينغتون» التوافقي الأسترالي أوتياروا/النيوزيلندي من قبل منظمات المجتمع ثنائيي الجنس وغيرها. يدعو البيان إلى الإصلاح القانوني، بما في ذلك تجريم التدخلات الطبية التي يمكن تأجيلها للأطفال ثنائيي الجنس، وتحسين الوصول إلى دعم الأقران. وتدعو إلى وضع حد للتصنيف القانوني للجنس، وذكرت أن التصنيفات القانونية الثالثة، مثل التصنيفات الثنائية للجنس، كانت قائمة على العنف الهيكلي وفشلت في احترام التنوع و«حق تقرير المصير»

### تسجيل الجنس عدا كون الشخص ذكرا أو أنثى
في أبريل 2014، قضت المحكمة العليا الأسترالية بأن القانون الأسترالي يسمح بتسجيل «تغيير الجنس» إلى «غير محدد» ولا يتطلب من أحد أن يعرف هويته إما ذكراً أو أنثى في وثائق الهوية. بدأت القضية من نيو ساوث ويلز.

## علاج التحويل
في أغسطس 2019، اقترح براد هازارد وزير الصحة في نيوساوث ويلز فرض حظر وطني وعلى مستوى الولاية محتمل على علاج التحويل في جدول الأعمال. في حين أن نيوساوث ويلز لا تحظر حاليًا علاج التحويل للمثليين، إلا أنه يمكن اتخاذ إجراءات تأديبية ضد ممارس الصحة الذي يقدم الخدمات بطريقة غير أخلاقية. ومع ذلك لم يتم تقديم مشروع قانون حتى الآن. قامت فيكتوريا بالفعل بحظر هذه الممارسة منذ عام 2016.

## جزيرة نورفولك
منذ 1 يوليو 2016، تم تطبيق كافة القوانين في نيو ساوث ويلز أيضا إلى ما يقرب من 2000 من سكان جزيرة نورفولك، في إطار كل من قانون تعديل تشريعات جزيرة نورفولك 2015 وقانون تعديل تشريع الأراضي 2016 - لأنه تم إلغاء وحل المجلس التشريعي في نورفولك في 1 يوليو 2015.

## ملخص
| قانونية النشاط الجنسي المثلي                                                                  | (منذ عام 1984: بين الرجال، كان دوما قانوني بين النساء)                      |
| المساواة في السن القانوني للنشاط الجنسي                                                       | (منذ عام 2003)                                                              |
| قوانين الإقليم لمكافحة التمييز على أساس التوجه الجنسي                                         | (منذ عام 1983)                                                              |
| قوانين الولاية لمكافحة التمييز على أساس الهوية الجندرية أو التعبير عنها                       | Yes                                                                         |
| قوانين جرائم الكراهية تشمل التوجه الجنسي                                                      | Yes                                                                         |
| قوانين جرائم الكراهية تشمل الهوية الجندرية أو التعبير عنها                                    | [ 91 ] [ 92 ]                                                               |
| قانون مناهضة تشويه السمعة                                                                     | (منذ عام 2018)                                                              |
| زواج المثليين                                                                                 | (منذ عام 2017)                                                              |
| الاعتراف القانوني بالعلاقات المثلية                                                           | (منذ عام 1999)                                                              |
| تبني أحد الشريكين للطفل البيولوجي للشريك الآخر                                                | (منذ عام 2010)                                                              |
| التبني المشترك للأزواج المثليين                                                               | (منذ عام 2016)                                                              |
| يسمح للمثليين والمثليات ومزدوجي التوجه الجنسي والمتحولين جنسيا بالخدمة علناً في القوات المسلحة | Yes                                                                         |
| الحق بتغيير الجنس القانوني                                                                    | (منذ عام 1996، ولكن بعد إجراء جراحة إعادة تحديد الجنس، إلغاء الجراحة مقترح) |
| علاج التحويل محظور على القاصرين                                                               | (مقترح)                                                                     |
| برنامج إلغاء الإدانات التاريخية                                                               | (منذ عام 2014)                                                              |
| إلغاء الدفاع عند الذعر من المثليين                                                            | (منذ عام 2014)                                                              |
| الحصول على أطفال أنابيب للمثليات                                                              | (منذ عام 2000)                                                              |
| الأمومة التلقائية للطفل بعد الولادة                                                           | (منذ عام 2007)                                                              |
| تأجير الأرحام التجاري للأزواج المثليين من الذكور                                              | (غير قانوني للأزواج المغايرين كذلك)                                         |
| تأجير الأرحام غير التجاري للأزواج المثليين من الذكور                                          | (منذ عام 2011)                                                              |
| السماح للرجال الذين مارسوا الجنس الشرجي التبرع بالدم                                          | / (بعد فترة تأجيل لمدة عام واحد؛ على عموم أستراليا                          |